# Potočnica (Mavelščica)
Potočnica je potok, ki svoje vode nabira na severovzhodnih pobočjih Polhograjskih dolomitov in se izliva v potok Mavelščica, ki je desni pritok reke Save.